# Indiens herrlandslag i fotboll
Indiens herrlandslag i fotboll representerar Indien i fotboll för herrar. Landslagets främsta meriter är en fjärde plats i OS 1956 och ett silver vid Asiatiska mästerskapet 1964.

## Historik
Indiens fotbollsförbund bildades 1937 och är medlem av Fifa och AFC.
Indien är den regionala giganten i Sydasien, men är generellt sett ett av de svagare lagen i AFC. Man har dock sju regionala titlar från 1985, 1987, 1993, 1995, 1997, 1999, 2005 samt två titlar från Asiatiska spelen (1951 och 1962). Indien tog även ett silver i Asiatiska mästerskapet i Israel 1964 efter förlust med 0-2 mot hemmalaget.
Indien kvalificerade sig till Världsmästerskapet i fotboll 1950 genom att alla tre motståndare i kvalet lämnade walk over, men då det indiska fotbollsförbundet inte bedömde turneringen som speciellt viktig valde man att inte delta med motiveringen att man istället ville satsa på fotboll i de Olympiska spelen.

### VM
- 1930 - Deltog ej
- 1934 - Deltog ej
- 1938 - Deltog ej
- 1950 - Drog sig ur
- 1954 - Deltagande ej accepterat av FIFA
- 1958 till 1970 - Deltog ej
- 1974 till 2018 - Kvalade inte in

### Asiatiska mästerskapet
- 1956 - Deltog ej
- 1960 - Kvalade inte in
- 1964 - 2:a plats
- 1968 - Kvalade inte in
- 1972 - Deltog ej
- 1976 - Deltog ej
- 1980 - Deltog ej
- 1984 - Första omgången
- 1988 - Kvalade inte in
- 1992 - Kvalade inte in
- 1996 - Kvalade inte in
- 2000 - Kvalade inte in
- 2004 - Kvalade inte in
- 2007 - Kvalade inte in
- 2011 - Första omgången
- 2015 - Kvalade inte in

Indien spelade sitt första mästerskap år 1964, där det bara spelade fyra lag i en grupp. Indien slutade två efter förlust mot Israel. De andra matcherna vann man mot Hongkong och Sydkorea. 1984 slutade man sist i sin grupp efter endast en poäng (0-0 mot Iran). 2011 förlorade man samtliga matcher mot Australien, Sydkorea och Bahrain.

### Asiatiska spelen
- 1951 - 1:a plats
- 1954 - Första omgången
- 1958 - 4:e plats
- 1962 - 1:a plats
- 1966 - Första omgången
- 1970 - 3:e plats
- 1974 - Första omgången
- 1978 - Andra omgången
- 1982 - Kvartsfinal
- 1986 - Första omgången
- 1990 - Deltog ej
- 1994 - Drog sig ur
- 1998 - Andra omgången
- 2002 - Första omgången
- 2006 - Första omgången
- 2010 - Andra omgången

Sedan 2002 spelas turneringen med U-23-landslag.

### South Asian Football Federation Gold Cup
- 1993 - 1:a plats
- 1995 - 2:a plats
- 1997 - 1:a plats
- 1999 - 1:a plats
- 2003 - 3:e plats
- 2005 - 1:a plats
- 2008 - 2:a plats
- 2009 - 1:a plats
- 2011 - 1:a plats
- 2013 - 2:a plats